# المخازيج (جبلة)

تعديل مصدري - تعديل

المخازيج محلة تابعة لقرية المعبري، التابعة لعزلة وراف بمديرية جبلة إحدى مديريات محافظة إب في الجمهورية اليمنية، بلغ تعداد سكانها 21 حسب تعداد اليمن لعام 2004.